# سيغني
سيغني؛ (وهي باللاتينية: Signia، وباليونانية القديمة: Σιγνία) هي مدينة إيطالية تقع في لاتسيو. وتقع المدينة على قمة التل في جبال ليبيني، وتطل على وادي نهر ساكو.

## التاريخ

### التاريخ المبكر
استنادًا على مصادر رومانية قديمة، أنشأ لوسيوس تاركوينيوس سوبيربوس، ملك روما السابع، مستعمرة رومانية في المدينة، كانت تعرف آنذاك باسم Signia. ورد أنه تم إرسال مستعمرون إضافيون هناك عام 495 قبل الميلاد.
تشمل البقايا المعمارية العتيقة دائرة من الجدران المحصنة المبنية بإستخدام بناء متعدد الأضلاع. وتضمنت تلك الجدران نظامًا من البوابات، بما في ذلك Porta Saracena المغطى بعمارة متجانسة كبيرة. على قمة أكروبوليس سيجني القديم، حيث توجد منصة معبد جونو مونيتا، والتي تدعم الآن كنيسة القديس بطرس التي تعود إلى العصور الوسطى (القرن العاشر).

### التاريخ اللاحق
كانت سجني ملجأ للعديد من الباباوات حيث أقام البابا يوجين الثالث قصرًا في منتصف القرن الثاني عشر. حصل كونتات مارسي، أعداء أورسيني بالوراثة، على سيجني في القرن الثاني عشر. أنتجت عائلة دي كونتي العديد من الباباوات (إنوسنت الثالث، وغريغوري التاسع وألكسندر الرابع) والعديد من الكرادلة. في عام 1558 تم طرد سيجني من قبل قوات دوق ألبا في الحرب ضد البابا بول الرابع. تم الاستيلاء على غنيمة هائلة، حيث فر سكان مدن أخرى في كامبانيا إلى هناك.

## المعالم السياحية الرئيسية
- كاتدرائية سانتا ماريا أسونتا، التي بُنيت في أوائل القرن السابع عشر في المعبد السابق لسانت برونو. برج الجرس من القرن الحادي عشر. يحتوي الداخل على لوحة لفرانشيسكو كوزا.
- الجدران التحصينية متعددة الأضلاع للمستوطنة محفوظة بشكل جيد.[6]

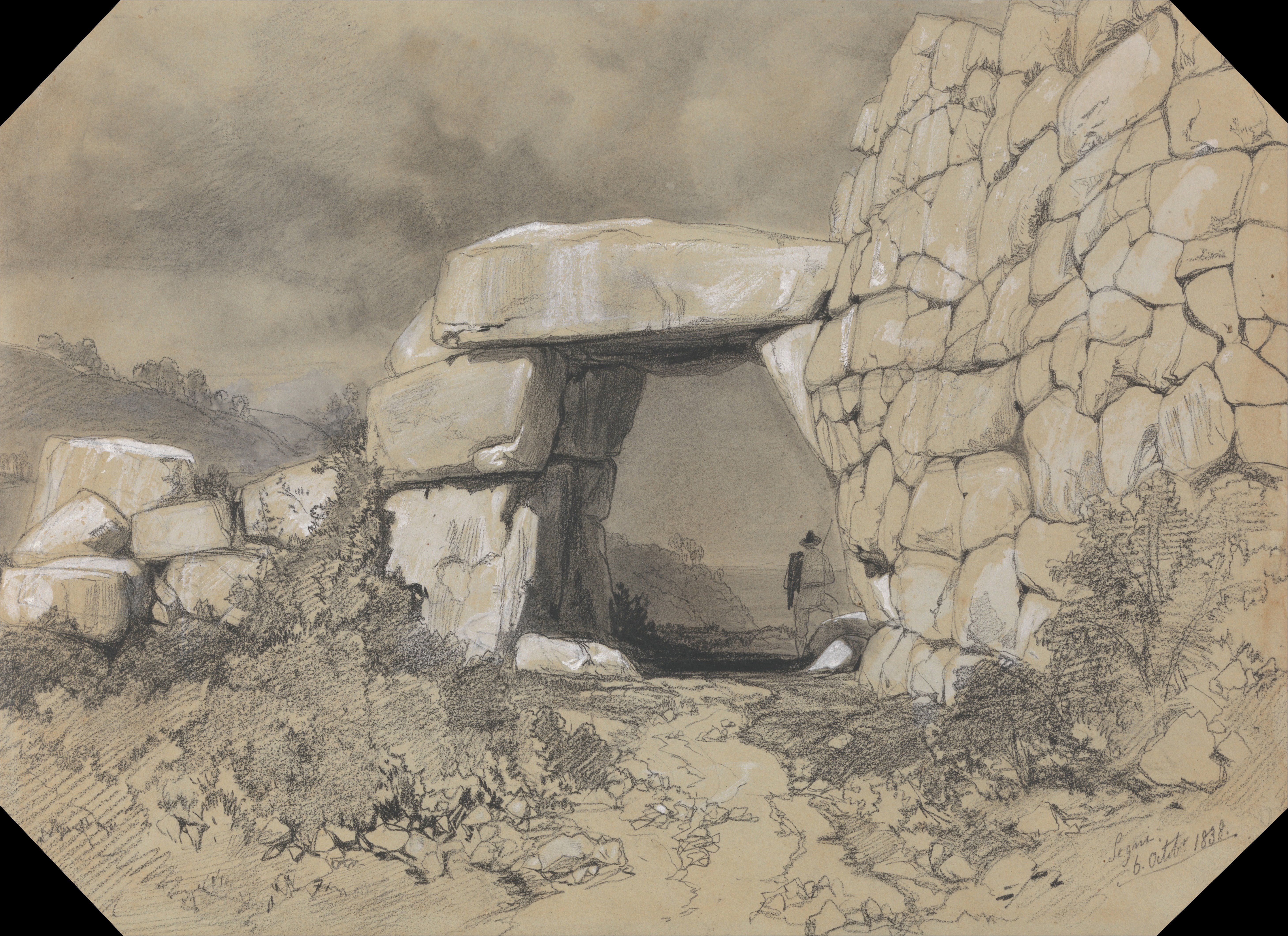
The Porta Saracena at Segni بواسطة إدوارد لير، بتاريخ Segni، 6 أكتوبر 1838. مشروع Google الفني

- يتميز الأكروبوليس القديم في سيجني بالموقع السابق لمعبد جونو مونيتا. كانت الأكروبوليس مؤخرًا موقعًا للعمل الميداني المتجدد الذي قامت به المدرسة البريطانية في روما.[7][8]

## المدن التوأم
- مايكينز، اليونان